# مجمع إطلاق الفضاء 41 في محطة كيب كانافيرال للقوات الجوية

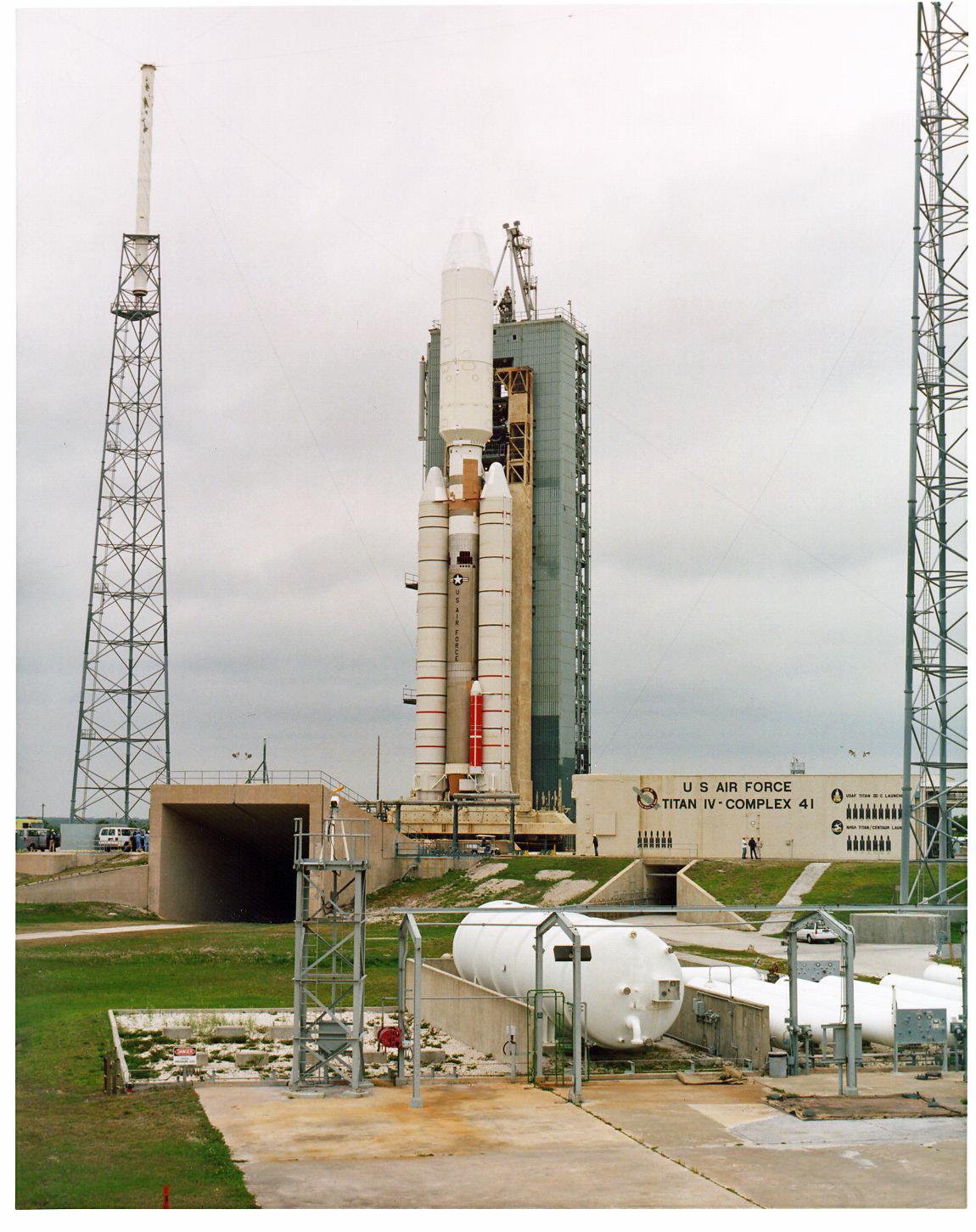

مجمع إطلاق الفضاء 41 في محطة كيب كانافيرال للقوات الجوية (بالإنجليزية: Cape Canaveral Air Force Station Space Launch Complex 41)‏ هو موقع إطلاق نشط يقع في الطرف الشمالي من كيب كانافيرال بولاية فلوريدا في قاعدة كيب كانافيرال للقوات الجوية. يستخدم الموقع حالياً من قبل «يونايتد لانش ألاينس» (ULA) لإطلاقات صواريخ أطلس 5. في السابق، استخدم المجمع من قبل القوات الجوية الأمريكية لإطلاقات صواريخ تيتان 3 وتيتان 4.